# Renault RE60
Renault RE60 byl závodní automobil Formule 1 týmu Equipe Renault Elf v letech 1985–1986.
Renault RE60 zdaleka nedosahoval výkonů svých předchůdců, proto byl v polovině sezóny nahrazen modelem RE60B. Ani nová modifikace nestačila na konkurenci, Renault na konci sezóny 1986 zanechal aktivit ve Formuli 1 (jako konstruktér se do ní vrátil  v roce 2002).

## Technická data
- Motor: Renault Gordini EF 4B
  - V6 90°
  - Objem: 1491 cc
  - Vstřikování Marelli
  - Palivový systém Kugelf
  - Palivo Elf
  - Výkon: 559 kW (750 k)/10 400 otáček
- Převodovka: Renault/Hewland 5stupňová
- Pneumatiky: Goodyear
- Hmotnost: 540 kg

## Piloti
- Francois Hesnault
- Patrick Tambay
- Derek Warwick

## Statistika
- 8 Grand Prix
- 0 vítězství – nejlépe 3. místo San Marino a Portugalsko
- 0 pole positions
- 12 bodů
- 2 × podium

- Žlutě – vítězství / Modře – 2 místo / Červeně – 3. místo / Zeleně – bodoval

| Rok  | 1   | 2   | 3   | 4   | 5   | 6   | 7   | 8  | 9   | 10  | 11  | 12  | 13  | 14  | 15  | 16  | 17 | 18 | 19 |
| ---- | --- | --- | --- | --- | --- | --- | --- | -- | --- | --- | --- | --- | --- | --- | --- | --- | -- | -- | -- |
| 1985 | BRA | POR | SMA | MON | KAN | USA | FRA | GB | NĚM | RAK | HOL | ITA | BEL | EUR | JAR | AUS | *  | *  | *  |